# جکی پرریا
جکی پرریا (انگلیسی: Jackie Pereira؛ زادهٔ ۲۹ اکتبر ۱۹۶۴) بازیکن هاکی روی چمن اهل استرالیا بود.
وی در مسابقات کشوری و بین‌المللی در مجموع برندهٔ ۶ مدال طلا، ۳ مدال نقره شده‌است.